# Whycocomagh 2
Whycocomagh 2 är ett reservat i Kanada.   Det ligger i provinsen Nova Scotia, i den östra delen av landet, 1 100 km öster om huvudstaden Ottawa. Whycocomagh 2 ligger på ön Kap Bretonön.
I omgivningarna runt Whycocomagh 2 växer i huvudsak blandskog. Runt Whycocomagh 2 är det mycket glesbefolkat, med 2 invånare per kvadratkilometer.